# Herceg Novi
Herceg Novi (crnogor. ćiril. Херцег Нови, tal. Castelnuovo di Cattaro) je grad i općina na Crnogorskom primorju – Boki kotorskoj, Crna Gora.
Smjestio se na izuzetno značajnom i atraktivnom geografskom prostoru između najviše planine dinarskog masiva, Orjena (1895 m) i ulaza u Boku kotorsku.
On predstavlja administrativni, kulturni i privredni centar Općine, koja se prostire od graničnog prelaza Debeli brijeg do najužeg dijela Boke kotorske (tjesnaca Verige – 300 m širine), s vrlo bogatim i živopisnim seoskim zaleđem, na ukupnoj površini od 235 km2 i ima 33.034 stanovnika, dok sam grad ima oko 12.739 stanovnika (prema popisu iz 2003.).
Osnovao ga je bosanski ban i kralj u Bosni Tvrtko I. Kotromanić 1382. godine. Po osnivanju naselje je nazvano Sveti Stipan, a potisnut Osmanlijama, u tadašnju svoju tvrđavu povlači se hercegovački plemić herceg Stjepan Vukčić Kosača gdje umire 1466. godine. Od tada se naselje po njemu naziva Herceg-Novi. Arthur Evans spominje da "neki" ovaj grad 1878. godine nazivaju dalmatinskom Nicom.

## Reljefne karakteristike
Planina Orjen (1895 m, poznata po svojim endemskim vrstama, rekreativnim stazama i skijanju u kasnim proljetnjim, ponekad i ranim ljetnim mjesecima) 
Brda: Dobroštica (1570 m) i Radoštak (1441 m) 
Poluotok Luštica, s najvišim vrhom Obosnik (586 m). 
Sam ulaz u Bokokotorski zaljev nalazi se između rtova Oštra i Mirište, a širine je cca. 2.900 metara. Maksimalna dubina mora u zaljevu je 61 metar, a prosječna dubina je 27,8 metara.
Od 1997. godine Boka kotorska je službeno uvrštena među 28 najljepših zaljeva svijeta.

## Stanovništvo
Po posljednjem službenom popisu stanovništva iz 2011. godine, Općina Herceg Novi imala je 33.034 stanovnika, u 27 naseljenih mjesta.
Nacionalni sastav:
- Srbi – 15.260 (49,45 %)
- Crnogorci – 10.395 (33,68 %)
- Hrvati – 662 (2,15 %)
- nacionalno neopredijeljeni – 2908 (9,42 %)
- ostali – 1637 (5,30 %)

Vjerski sastav (popis iz 2003.):
- pravoslavci – 27.785 (84,11 %)
- katolici – 1440 (4,35 %)
- ostali – 851 (2,57 %)
- neopredijeljeni – 1557 (4,71 %)
- ne vjeruju – 770 (2,33 %)
- nepoznato – 631 (1,93 %)

## Naseljena mjesta
Baošići,
Bijela,
Bijelske Kruševice,
Đenovići,
Đurići,
Herceg Novi, 
Igalo,
Jošice,
Kameno,
Kruševice,
Kumbor,
Kuti,
Luštica,
Meljine,
Mojdež,
Mokrine,
Podi,
Prijevor,
Provodina,
Ratiševina,
Sasovići,
Sutorina,
Sušćepan,
Trebesinj,
Ubli,
Zelenika,
Žlijebi,

## Nacionalni sastav po naseljenim mjestima,2003.
Apsolutna etnička većina:
██ Srbi
Relativna etnička većina:
██ Srbi
| Nacionalni sastav stanovništva općine Herceg-Novi, po naseljenim mjestima, prema popisu iz 2003. |        |        |           |                 |        |        |
| naseljeno mjesto                                                                                 | ukupno | Srbi   | Crnogorci | neopredijeljeni | Hrvati | ostali |
| Baošići                                                                                          | 1473   | 843    | 391       | 124             | 15     | 100    |
| Bijela                                                                                           | 3748   | 1774   | 1332      | 382             | 60     | 200    |
| Bijelske Kruševice                                                                               | 25     | 18     | 7         | –               | –      | –      |
| Đenovići                                                                                         | 1272   | 573    | 437       | 152             | 17     | 93     |
| Đurići                                                                                           | 326    | 119    | 47        | –               | 46     | 68     |
| Herceg-Novi                                                                                      | 12.739 | 6.376  | 3873      | 968             | 417    | 1105   |
| Igalo                                                                                            | 3754   | 2,270  | 1011      | 196             | 94     | 213    |
| Jošice                                                                                           | 439    | 195    | 97        | 89              | 15     | 43     |
| Kameno                                                                                           | 146    | 75     | 31        | 32              | –      | 8      |
| Kruševice                                                                                        | 178    | 129    | 39        | 9               | –      | 1      |
| Kumbor                                                                                           | 1067   | 511    | 334       | 130             | 38     | 54     |
| Kuti                                                                                             | 607    | 418    | 132       | 19              | 3      | 35     |
| Luštica                                                                                          | 338    | 177    | 108       | 31              | 2      | 20     |
| Meljine                                                                                          | 1120   | 613    | 299       | 40              | 10     | 158    |
| Mojdež                                                                                           | 280    | 177    | 60        | 36              | 2      | 5      |
| Mokrine                                                                                          | 131    | 93     | 18        | 4               | –      | 16     |
| Podi                                                                                             | 1199   | 688    | 253       | 117             | 8      | 133    |
| Prijevor                                                                                         | 121    | 87     | 24        | –               | 1      | 9      |
| Provodina                                                                                        | 664    | 390    | 123       | 91              | 11     | 49     |
| Ratiševina                                                                                       | 138    | 77     | 43        | 2               | 1      | 15     |
| Sasovići                                                                                         | 458    | 279    | 114       | 24              | 13     | 28     |
| Sutorina                                                                                         | 607    | 402    | 132       | 55              | 5      | 13     |
| Sušćepan                                                                                         | 492    | 253    | 93        | 48              | 8      | 90     |
| Trebesinj                                                                                        | 224    | 133    | 67        | 4               | 3      | 17     |
| Ubli                                                                                             | 33     | 27     | 6         | –               | –      | –      |
| Zelenika                                                                                         | 1444   | 765    | 410       | 145             | 27     | 97     |
| Žlijebi                                                                                          | 11     | 8      | 2         | –               | 1      | –      |
| ukupno                                                                                           | 33,034 | 17.470 | 9447      | 2746            | 798    | 1468   |

## Poznate osobe
- Gottfried von Banfield, najuspješni austrougarski mornarički zrakoplovni pilot u Prvom svjetskom ratu
- Bojan Bazelli, crnogorski kinematograf
- Milivoj Bebić, jugoslavenski i hrvatski vaterpolist
- Marko Car, srpski pisac
- Dejan Dabović, jugoslavenski vaterpolist
- Igor Gočanin, jugoslavenski vaterpolist
- Ahmed-paša Hercegović, vezir Osmanskog Carstva
- Aleksandar Ivović, crnogorski vaterpolist
- Sveti Leopold Mandić, hrvatski svetac
- Zoran Mustur, jugoslavenski vaterpolist
- Božidar Stanišić, jugoslavenski vaterpolist
- Slobodan Subotić, slovenski košarkaš i trener
- Branko Štrbac, srpski košarkaš
- Konstantin Vojnović, hrvatski političar i pravnik
- Marko Vojnović, admiral flote Ruskog Carstva
- Boris Zloković, crnogorski vaterpolist

## Kultura

### Ustanove
- Galerija Josip Bepo Benković

### Katoličke crkve u Herceg Novom
- crkva svetog Jeronima
- crkva svetog Leopolda
- crkva svetog Antuna Padovanskog
- crkva Gospe Karmelske
- crkva svetog Roka
- crkva svetog Petra
- crkva svete Ane

### Pravoslavne crkve i manastiri u Herceg Novom
- mala crkva uspenja Bogorodice
- velika crkva uspenja Bogorodice
- crkva svetog Arhanđela Mihaila
- crkva svetog Spasa
- manastir Savina

### Ostale građevine
- barokna palača Milašinović, zadužbina Duković, zadužbina Mirka Komnenovića, palača Ivana Burovića (Burovina).

## Jezici
- srpski – 27.352 (82,79 %)
- crnogorski – 3428 (10,37 %)
- hrvatski – 342 (1,03 %)
- ostali i nepoznato – 1912 (5,81 %)

## Šport
- vaterpolski klub "Jadran"
- košarkaški klub Primorje